# Tommi Huhtala
Tommi Huhtala (* 7. Dezember 1987 in Tampere) ist ein finnischer Eishockeyspieler, der zuletzt bei den Adler Mannheim in der Deutschen Eishockey Liga unter Vertrag steht.

## Karriere

### Vereinsebene
Zu Beginn seiner Karriere stand Huhtala zwischen 2002 und 2005 für die Nachwuchsmannschaften von Tampereen Ilves auf dem Eis, ehe er ab der Saison 2005/06 zum Stammkader der ersten Mannschaft in der SM-liiga, der höchsten Spielklasse Finnlands, gehörte. Im Sommer 2007 wechselte der Angreifer zum Ligakonkurrenten Porin Ässät und absolvierte dort insgesamt vier Spielzeiten, in denen er sich mit soliden Offensivleistungen innerhalb der Liga etablierte. 
Zur Saison 2011/12 wechselte Huhtala innerhalb der Liga zu den Espoo Blues und bestritt dort in der Saison 2013/14 mit 23 Treffern und 20 Torvorlagen die bisher punktbeste Spielzeit seiner Karriere. Im Sommer 2014 folgte sein Wechsel in die Kontinental Hockey League zum finnischen Klub Jokerit, wo er in der Saison 2014/15 insgesamt 17 Scorerpunkte in 55 Spielen markierte. 
Zwischen 2018 und 2021 spielte Huhtala bei den Adler Mannheim in der Deutschen Eishockey Liga und gewann mit diesen 2019 die deutsche Meisterschaft. Nach der Saison 2020/21, in der als Assistenzkapitän agierte, erhielt er keinen neuen Vertrag von den Adlern.

### International
Huhtala wurde 2011 erstmals für die Finnische Eishockeynationalmannschaft berufen und hatte in den folgenden Jahren zahlreiche internationale Einsätze. So stand er im Kader Finnlands bei der Weltmeisterschaft 2014 und konnte mit der Mannschaft die Silbermedaille erringen, als man im Finale der russischen Mannschaft unterlag.

## Erfolge und Auszeichnungen
- 2019 Deutscher Meister mit den Adler Mannheim

### International
- 2014 Silbermedaille bei der Weltmeisterschaft